# 李文 (高阳伯)
李文（1398年—1489年），陝西行都指揮使司西寧衛（今青海省西寧市）人，明朝军事将领，李英从子，李雄之子，封高陽伯。
宣德四年（1429年），李文任陝西行都司都指揮僉事。当时西番思俄可嘗盜他部善馬，都指揮穆肅求不得，于是诬陷其为偷盗、收掠致死，西番人心惶惶。李文于是弹劾穆肅，逮肅下吏，西陲从此宁定。后累升至都指揮使。天顺元年（1457年），因夺门之变冒迎駕功，晋升为都督僉事。未幾出任右都督出鎮大同，其率众击败蒙古入侵，封高陽伯，称西伯府。曹石之变后，革奪門冒功者官。李文自首，明英宗以其镇守边界，不予追问。
天顺四年，孛來大舉进犯，李文按兵不战。致使孛來进入雁门关、大举掠夺忻州、代州等地。京师震恐。后李文下詔獄，論斬。英宗宥死，降都督僉事，立功延綏。既而進都督同知。成化年间，与右通政劉文往甘肅經略援助哈密，后無功而還。弘治初年去世。正德初年，贈高陽伯。